# 林綱
林綱（1453年—？），字德舉，浙江台州府黃巖縣人，民籍，明朝政治人物。

## 生平
成化十九年（1483年）癸卯科浙江鄉試第二十七名舉人。成化二十三年（1487年）中式丁未科會試第三百三名，三甲第一百四十四名進士。官至南安府知府。

## 家族
曾祖李于善；祖父李讓申；父李文初，母陳氏。嚴侍下。